# Liste der Geotope im Landkreis Saalfeld-Rudolstadt
Im Landkreis Saalfeld-Rudolstadt gab es im Juni 2024 insgesamt 34 erfasste Geotope.

## Geotope

### Gesteine
| ID       | Bild           | Bezeichnung                                             | Art                                                                                    | Stratigraphie                          | Beschreibung | Gemeinde        | Lage |
| -------- | -------------- | ------------------------------------------------------- | -------------------------------------------------------------------------------------- | -------------------------------------- | --- | --------------- | ---- |
| SLF_1182 |                | Tonschieferaufschluss im Dietherstal                    | schiefriger, quarzitischer Tonschiefer                                                 | Phycodenschiefer-Formation             | Aufschluss des Phycodenschiefers. Ursprüngliche Schichtung durch die leistenförmig hervortretenden härteren, quarzreichen Lagen und Schieferung deutlich erkennbar. Steilstehende Schieferungsfläche wellig ausgebildet. Als geologisches Demonstrationsobjekt in Naturlehrpfad eingebunden. | Cursdorf        | Lage |
| SLF_1183 |                | Tonschieferbruch auf dem Königsberg                     | klüftiger, schiefriger, quarzitischer Tonschiefer                                      | Phycodenschiefer-Formation             | Der aufgelassene Steinbruch auf dem Königsberg befindet sich in einem mit Drahtschmielen-Fichten bestockten Waldrevier. Die 6 bis 7 m hohe, steile, s-exponierte Felswand stellt einen sehr instruktiven Aufschluss des Phycodenschiefers dar. | Cursdorf        | Lage |
| SLF_1181 |                | Bergloch Deesbach                                       | dunkelgraue feine Tonschiefer, engklüftig graubraun bankiger-plattiger Phycodenquarzit | Unterer Griffelschiefer-Subformation   | Das FND umfasst den Eingang eines alten Bergwerkstollens, einen kleinen Steinbruch und seine unmittelbare Umgebung, die mit Drahtschmielen-Fichtenforsten bestockt ist. Die Felswand des aufgelassenen Steinbruchs dient als geologisches Demonstrationsobjekt und zeigt an seiner Ostseite und an der Westwand Phycodenquarzit. | Deesbach        | Lage |
| SLF_1189 |                | Alaun- und Kieselschiefer der unteren Graptolithenstufe | dunkelblaugrauer Alaunschiefer und Kieselschiefer                                      | Unterer Graptolithenschiefer-Formation | Aufschluss des Unteren Graptolithenschiefers (Silur) am Haus Felsengasse 5 in der Ortslage Gräfenthal. | Gräfenthal      | Lage |
| SLF_1184 |                | Eichertsbruch                                           | feinschiefriger pyritführender dunkelgrau-schwarzgrauer Tonschiefer                    | Unterkarbon (Dinantium)                | Der um 1870 als Dachschieferbruch angelegte "Eichertsbruch" befindet sich ca. 0,7 km südwestlich Arnsbach, geologisch in der Frankenwälder Querzone als Teil der Teuschnitz-Ziegenrücker Mulde. Aufgeschlossen sind Bereiche der Lehesten- und Hasenthal-Formation innerhalb der Leutenberg-Gruppe des Unterkarbons (Kulm). Der Bruch weist das regionaltypische, als Resultat der variszischen Orogenese (Gebirgsbildung) entstandene tektonische Inventar auf: - steile, z. T. überkippte Schichtlagerung - Schieferung (hier Transversalschieferung) - Bruchtektonik: ac-Klüfte, Störungen (Schwarten) - Faltung Man erhält im Eichertsbruch im Vergleich zu anderen Dachschiefertagebauen der Frankenwälder Querzone auf engstem Raum ein gut zugängliches Schichtenprofil des größten Teils der Abfolge der Lehesten-Formation sowie des Liegenden der Hasenthal-Formation. Insbesondere sind einzelne dünne Leitschichten, sog. "Wände" aufgeschlossen, die in den Tagebauen der Schieferbetriebe wichtige Orientierungshilfen für die Position im Schieferlager darstellen. | Probstzella     | Lage |
| SLF_1180 | weitere Bilder | Feengrotten                                             |                                                                                        | Kiesel- und Alaunschiefer              | Die Feengrotten sind das ehemalige Alaunschieferbergwerk "Jeremias Glück" und stehen seit 1993 als "Die farbenreichsten Schaugrotten der Welt" im Guinness-Buch der Rekorde. Das Gebiet der Feengrotten grenzt direkt an die NE-Flanke des Schwarzburger Antiklinoriums und liegt nördlich am Nordrandabbruch des Thüringer Schiefergebirges. An den Feengrotten stehen vorwiegend paläozoische, mitunter nur noch schmal ausstreichenden Schichten des Ordoviziums und Silurs an. Es überwiegen hier Alaun- und Kieselschieferhorizonte, in denen sich auch das Grubengebäude der Grotten befindet. Untergeordnet stehen silurische Ockerkalke sowie ordovizische Lederschiefer an. Die Schichten streichen allgemein NW " SE und fallen mit 15 " 55° nach NE. In den unteren Graptolithenschiefern verlaufen Streichen und Fallen aufgrund intensiver Faltung sehr variabel. Die Faltung erfolgte im Karbon infolge der varistischen Gebirgsbildung. Diesen Gegebenheiten folgend, bewegte sich der Abbau des Alaunschiefers in zwei Mulden, die durch eine Aufsattelung des Lederschiefers voneinander getrennt sind. In der südöstlichen Mulde sind die erste und zweite Sohle aufgefahren, in der nördlichen die dritte. Durch die Faltungs- und Schieferungsvorgänge wurden die recht spröden Kieselschiefer kreuz und quer geklüftet und in größeren Ausmaßen wieder mit Quarz verheilt. Bei den in den silurischen Horizonten abgelagerten Fossilien handelt es sich um Graptolithen, also um wurmförmige, in Kolonien lebende Meeresbewohner. Sie sind in ihrer Artenvielfalt reichlich vertreten. Die Wachstumsgeschwindigkeit der Tropfsteine in den Feengrotten beträgt wohl das Tausendfache des Tropfsteinwachstums im Karbonatkarst. Grund dafür ist das Material der Tropfsteine, die relativ weiche Substanz Diadochit bzw. Bergbutter, ein Eisen(III)-hydroxy-phosphat-sulfat-hydrat. Sie wurde bereits 1837 von August Breithaupt eingehend untersucht und beschrieben. Die Saalfelder Feengrotten sind für sie die Typlokalität (locus typicus). | Saalfeld/Saale  | Lage |
| SLF_1179 |                | Ockerkalk-Aufschluss nahe den Feengrotten               | dickbankiger gefalteter Ockerkalk                                                      | Kiesel- und Alaunschiefer              | Bankiger Ockerkalk, der im Rahmen der Heraushebung des Thüringer Waldes verkippt und verfaltet wurde. Über- und Untertageabbaue. | Saalfeld/Saale  | Lage |
| SLF_1195 |                | Aufschluss im Plattenzechstein                          | plattiger, stark klüftiger Kalkstein                                                   |                                        | Steile Wand (15 m hoch, 50 m breit), 350 m südwestlich des Grützhügels an der Straße nach Kaulsdorf gelegen. Sie ist durch Steinbruchbetrieb entstanden. Infolge der Zunahme ungeeigneten Deckgebirges erfolgte der weitere Abbau des Kalksteins untertägig. Von der Wand aus gehen 6 bis 8 m hohe gewölbte Kammer-Pfeiler-Baue etwa 15 bis 25 m tief in den Berg. Somit stellt der geologische Aufschluss auch ein Zeugnis früherer bergbaulicher Tätigkeit dar. | Unterwellenborn | Lage |

### Mineralien
| ID       | Bild | Bezeichnung                                    | Art | Stratigraphie | Beschreibung | Gemeinde        | Lage |
| -------- | ---- | ---------------------------------------------- | --- | ------------- | --- | --------------- | ---- |
| SLF_2021 |      | Besucherbergwerk "Vereinigte Reviere Kamsdorf" |     |               | Das Besucherbergwerk im Grubensteig am östlichen Ortsrand von Kamsdorf gewährt seit 2001 Einblicke in mehr als 300 Jahre Erzbergbau auf Kupfer-, Silber- und Eisenerz. Der untertägige Rundweg führt durch die bis zu 12 m hohen Pfeilerweitungsbaue der letzten Bergbauperiode. In der ehemaligen Grubendirektion befindet sich eine ständige Ausstellung zu Bergbau und Mineralien. Am Revierhaus beginnt der etwa 5 km lange, mit dem traditionellen Bergbausymbol Schlägel und Eisen gekennzeichnete Montanlehrpfad. | Unterwellenborn | Lage |

### Lagerungsverhältnisse/Tektonik
| ID       | Bild           | Bezeichnung                                 | Art | Stratigraphie         | Beschreibung | Gemeinde        | Lage |
| -------- | -------------- | ------------------------------------------- | --- | --------------------- | --- | --------------- | ---- |
| SLF_1175 |                | Verwerfung an der Griesbachstraße           | plattiger-bankiger Sandstein, tonige Lagen                                                                                | Unterer Buntsandstein | Aufschluss stellt eine Bruchfaltung des Deckgebirges (Unterer Buntsandstein) dar, die in Folge der Saxonischen Gebirgsbildung (Herausheben des Thüringer Waldes und Schiefergebirges) entstand. Sehr gute Darstellung der Aufrichtung, Kippschollenbildung, engen Faltung und Verschiebung der Triasschichten bei der Hebung des Schiefergebirges, dessen Rand sich unmittelbar anschließt. | Bad Blankenburg | Lage |
| SLF_1684 | weitere Bilder | Der historische Schieferbergbau in Lehesten | |                       | Es handelt sich hierbei um den in der Literatur meist als "Staatsbruch" bezeichneten ehemaligen Dachschiefertagebau Lehesten. Allein seine Dimensionen sind beeindruckend; er gehört mit dem nahegelegenen Oertelsbruch zu den größten Schieferbrüchen des Kontinents (rd. 800 m streichende Länge, 300 m Breite, 80 m Tiefe). Der Restlochbereich erfasst oberdevonische bis unterkarbonische Schichtglieder. Insbesondere die Lehester Folge mit dem Rußschiefer und dem Hauptdachschieferlager sowie die Hasenthaler Schichten (Untere Bordenschiefer) sind vorzüglich aufgeschlossen. Kernstück des Geotops ist die handgeschrämte, zwischen 30 und 40 m hohe seigere Rückwand des Tagebaubereiches Kießlich unterhalb des Göbels. Deren gut zugänglicher N-Stoß zeigt die in flach überkippter Lagerung anstehenden Liegendschichten des Dachschiefers und den Hauptteil des Dachschiefers mit seinen Leitschichten und der Verschuppungstektonik in sehr gutem Erhaltungszustand. Die Lagerungsverhältnisse sind durch häufig inverse Faltenstrukturen mit so genannten Untervorschiebungen verkompliziert. | Lehesten        | Lage |
| SLF_1187 |                | Geologischer Aufschluss Probstzella - B 85  | Kalkknotenschiefer, Tonschiefer, Quarzite, Knotenkalke, Rußschiefer                                                       | Silur                 | Der Aufschluss zeigt den Übergang vom Oberdevon zum Unterkarbon. Durch Verbreiterung der ursprünglichen Straße entstanden. Die freigelegte Gesteinsserie dokumentiert eine lückenlose Aufeinanderfolge von den Unteren Clymenienschichten (Oberdevon) bis zum unterkulmischen Rußschiefer. Die Schichten sind infolge starker Faltung sehr steilgestellt. | Probstzella     | Lage |
| SLF_1185 |                | Wolfstal bei Oberloquitz                    | Tonschiefer | Silur                 | Steilwand am Hohlweg in das Wolfstal (100 m nordwestlich Ortsrand). Disharmonische Spitzfalten in Kiesel- und Alaunschiefern des Silurs. Graptolithen-Fundpunkt. | Probstzella     | Lage |
| SLF_1169 |                | Steinfelsen/Felswand                        | | Mittlerer Muschelkalk | Künstlich geschaffener Hanganschnitt für Ortsverbindungsstraße nach Heilsberg. | Rudolstadt      | Lage |
| SLF_1174 |                | Blumenauer Überschiebung                    | feinsandige Quarzite, Grauwacken, mit Rhyolithen und Tuffen, dunkle, z. T. blaugraue feine Tonschiefer und Kieselschiefer | Neoproterozoikum      | Die Blumenauer Überschiebung ist eine wichtige Strukturform für die Deutung der Tektonik des Schwarzburger Sattels. Sie ist Zeuge früherer Gebirgsbildungsprozesse. Zunächst lagerten in der Erdfrühzeit die Sedimentgesteine in weitgehend ungestörten Formen. Im Karbon vor ca. 300 Millionen Jahren begann die variszische Gebirgsbildung mit dem Zusammendrücken und Aufwölben der Gesteinsschichten. In der Hauptphase der Gebirgsauffaltung kam es zum Überschieben der Schichten. | Schwarzatal     | Lage |
| SLF_1193 |                | Tagebau Sommerleite                         | Dolomite und Kalke, Eisenspat, Brauneisenerz                                                                              | Karbon                | Technisches Denkmal der Kamsdorfer Bergbaugeschichte. Tagebaurestloch mit einigen alten Stollenmundlöchern. Dokumentation der geologischen Lagerungsverhältnisse: Zechsteinprofil mit metasomatischer Eisenvererzung, Grauwacke und Erzgang. Wichtiges Glied bei der Erforschung der tektonischen Entwicklung Thüringens. | Unterwellenborn | Lage |

### Typlokalitäten/Richtprofile
| ID       | Bild | Bezeichnung                              | Art | Stratigraphie | Beschreibung | Gemeinde       | Lage |
| -------- | ---- | ---------------------------------------- | --- | ------------- | --- | -------------- | ---- |
| SLF_1186 |      | Silur-Devon-Aufschluss bei Oberloquitz   | Ockerkalk | Silur         | Der Aufschluss befindet sich an der Straße von Hockeroda nach Probstzella unmittelbar gegenüber der Oberloquitzer Mühle an der südwestlichen Straßenböschung und entstand durch die Verbreiterung der alten B 85 an der Mühle von Oberloquitz. Derzeit anstehend auf etwa 200 m Länge und maximal 8 bis 10 m Höhe sind Gesteine des oberen Silurs und Unterdevons (Oberer-Graptolithenschiefer-, Tentakulitenknollenkalk- und Tentakulitenschiefer-Nereitenquarzit-Formation). | Probstzella    | Lage |
| SLF_42   |      | Der Bohlen bei Saalfeld/Thüringen        | Schwarzschiefer, Braunwacken- und schiefer, Alaunschiefer, Tonschiefer, Kalkknotenschiefer, Knotenkalke, "Quarzite", Rußschiefer, Kalkstein |               | An der B85 südl. Saalfeld liegt zw. Köditz und Obernitz der Bohlen, eines der eindrucksvollsten geologischen Naturdenkmale Deutschlands. Die ca. 800 m lange Felswand stellt einen der bedeutendsten Aufschlüsse im Altpaläozoikum des Thüringer Schiefergebirges dar und ist ein Lehrbuchbeispiel einer Grundgebirgs-Tafeldeckgebirgs-Diskordanz. Aufgeschlossen sind hier in einem 200 m mächtigen vollständigen Profil mit tektonisch bedingter mehrfacher Wiederholung (Faltung, Bruchschollen) Tiefwassersedimente vom Oberen Mitteldevon (Schwarzschiefer-Formation) bis in das Unterkarbon (Rußschiefer-Formation). Diese Sedimente wurde nach ihrer tektonischen Beanspruchung und der damit verbundenen nordostvergenten Steilstellung während der Variskischen Orogenese mehr oder weniger eingeebnet. Während dieser Einebnung kam es im Jungpaläozoikum zur Bildung von Festlandsedimenten in Form von Sandsteinen und Konglomeraten (Rotliegend). Anschließend wurde dieses Rumpfgebirge vom Zechsteinmeer überflutet und Mergel, bituminöse Mergelschiefer (Äquivalent des Kupferschiefers), Kalksteine und Dolomite abgelagert. Die Gesteine des Rotliegend und Zechsteins lagern als Tafeldeckgebirge mehr oder weniger horizontal auf den gefalteten, steilstehenden Gesteinen des Altpaläozoikums und bilden die berühmte Diskordanz zwischen Alt- und Jungpaläozoikum an der Bohlenwand. Die Bildung der Sedimente begann vor ca. 380 Mio. Jahren (Mitteldevon) und endete vor rund 255 Mio. Jahren (Zechstein). Mit der Heraushebung des Thüringer Waldes ab dem Tertiär begann infolge der damit verbundenen Er-höhung der Fließgeschwindigkeit der Flusssysteme von Saale und Orla die Herausmodellierung der heutigen Landschaft. Der Bohlen ist stellvertretend für das Saalfelder Oberdevon-Unterkarbon-Gebiet Typuslokalität zahlreicher Mikro- (Ostracoden, Conodonten) und Makrofossilien (Ammoniten, Trilobiten, Korallen) sowie auch Typuslokalität der biostratigraphischen Einheiten Saalfeld-Gruppe, Bohlen-Formation, Gleitsch-Formation. | Saalfeld/Saale | Lage |
| SLF_1192 |      | Hochrück bei Wittmannsgereuth            | Chamositeisenerze mit Quarzit und Schiefern                                                                                                 | Ordovizium    | Abgeworfenes Eisenerz-Tagebau-Gelände. Typusprofil der Gräfenthaler Schichten (Untersilur). Als Aufschluss der Chamosit-Eisenerzlager von überregionaler Bedeutung. | Saalfeld/Saale | Lage |
| SLF_1672 |      | Tagebaurestloch Eisenerzgrube "Westfeld" | Tonschiefer, Quarzit, Lederschiefer, Eisenerzhorizonte, Griffelschiefer                                                                     | Ordovizium    | In der Eisenerzgrube "Westfeld" bei Schmiedefeld wurden chloritische Trümmererze mit sideritischer Grundmasse und oolithische Eisenerze des Ordoviziums abgebaut. Über 80 Jahre lang wurde damit die Max-Hütte in Unterwellenborn versorgt (insgesamt ca. 13 Mio. Tonnen). An der Südost-Flanke des Schwarzburger Sattels ist die Schmiedefeld-Formation häufig durch einen zwischengelagerten Sandstein (Lagerquarzit) in zwei separate Erzlager getrennt. Reste des Lagerquarzits stehen im Tagebaurestloch noch an. Die Hangenden Leitschichten, u. a. mit der fossilführenden Kalkbank sind dagegen nur untertägig erhalten. | Saalfeld/Saale | Lage |
| SLF_1173 |      | Frauenbachschichten mit Goldquarzgängen  | Tonschiefer-Quarzit-Wechsellagerung | Ordovizium    | Typusaufschluss der Frauenbach-Folge mit anstehenden Tonschiefer- und Quarzitschichten, gefaltet mit Quarzgängen. | Sitzendorf     | Lage |

### Fluviatile und gravitative Abtragungs- und Ablagerungsformen
| ID       | Bild | Bezeichnung                | Art                                              | Stratigraphie                                                          | Beschreibung | Gemeinde        | Lage |
| -------- | ---- | -------------------------- | ------------------------------------------------ | ---------------------------------------------------------------------- | --- | --------------- | ---- |
| SLF_1178 |      | Ottenbühl                  | Zechsteinkalk, Dolomit, Riffkalk                 |                                                                        | Bewaldeter Hügel, Mittlerer und Oberer Zechstein aufgeschlossen. Das Gebiet ist vor allem als geomorphologische Besonderheit (Umlaufberg) erhaltungswürdig. | Bad Blankenburg | Lage |
| SLF_1177 |      | Pabstfelsen                | weißlich grauer, steiler Riffkalk, fossilführend | Werra-Karbonat in Riff-Fazies (vorwiegend massige, biogene Kalksteine) | Es ist das am besten ausgebildete Zechsteinriff im Raum Rudolstadt mit senkrecht abfallender, stark zerklüfteter Nordwand, schönen Felsbildungen und zahlreichen Hohlräumen. Das Gestein enthält als Fossilien riffbildende Tiere aus dem Mittleren Zechstein. | Bad Blankenburg | Lage |
| SLF_1190 |      | Kameler auf dem Winterberg | dunkelbraun-graue Tonschiefer, hart, gebändert   |                                                                        | Drei inselartig, innerhalb von Feldern liegende bzw. an Forstflächen angrenzende kuppenartige Felsbildungen des Lederschiefers (Gräfenthal-Gruppe des Ordoviziums), grenznah zum Silur. | Gräfenthal      | Lage |
| SLF_1176 |      | Kieslerstein               | grobkörniger Porphyr und Brockentufflagen        | Perm                                                                   | Das FND umfasst die felsige Bergkuppe des Kieslersteins - einem Härtling aus Porphyr der Gehrener Schichten (Möhrenbach-Folge, Unterer Perm) im Schiefergebirge. An der etwa 12 m hohen, s-exponierten Felswand siedeln verschiedene Moos- und Flechtenarten. Die Bergkuppe ist mit einem ca. 220-jährigen Buchenaltholz bestockt, das inselartig von Fichtenforsten umgeben ist. | Katzhütte       | Lage |

### Glaziale und periglaziale Abtragungs- und Ablagerungsformen
| ID       | Bild | Bezeichnung             | Art                                 | Stratigraphie | Beschreibung | Gemeinde   | Lage |
| -------- | ---- | ----------------------- | ----------------------------------- | ------------- | --- | ---------- | ---- |
| SLF_1194 |      | Saale-Schotterterrassen | Saalekiese auf Kulmtonschiefern     | Quartär       | Mittelpleistozäne Saaleterrasse mit Schiefergebirgsschotter diskordant auf steilgestellten Bordenschiefern des Unteren Kulms. Wichtig zum geologischen Verständnis der morphologisch markanten Saale-Mittelterrassen im Raum Saalfeld - Eichicht. | Kaulsdorf  | Lage |
| SLF_1170 |      | Quarzitblöcke           | dichter, stark verkieselter Quarzit | Tertiär       | Drei allochthone Quarzitblöcke. Einer ist nach Farbe und Struktur ein typischer Tertiärquarzitblock. Die anderen zwei sind mehr oder weniger gut gerundete Quarzitblöcke mit anderer Genese.                                                      | Rudolstadt | Lage |

### Windbedingte Abtragungs- und Ablagerungsformen
| ID       | Bild | Bezeichnung          | Art                                    | Stratigraphie           | Beschreibung | Gemeinde   | Lage |
| -------- | ---- | -------------------- | -------------------------------------- | ----------------------- | --- | ---------- | ---- |
| SLF_1196 |      | Rudolstädter Riviera | +/- verkieselter bis toniger Sandstein | Mittlerer Buntsandstein | Die Rudolstädter Riviera unterhalb der Schillerhöhe am östlichen Ufer der Saale zwischen den Ortsteilen Volkstedt und Cumbach gelegen, wird von Sandsteinen der Volpriehausen-Folge des Mittleren Buntsandsteins (Trias) gebildet. Diese Sandsteine weisen Zeichen späterer Winderosion und der Aufwölbung des Rudolstädter Sattels auf. Weiter südlich im Bereich der Remdaer Störungszone sind jüngere Einheiten (Muschelkalk, Oberer Buntsandstein, Röt) aufgeschlossen, die in einer Grabenstruktur eingebrochen sind. | Rudolstadt | Lage |

### Lösungsbedingte Abtragungs- und Ablagerungsformen
| ID       | Bild | Bezeichnung                             | Art | Stratigraphie         | Beschreibung | Gemeinde       | Lage |
| -------- | ---- | --------------------------------------- | --- | --------------------- | --- | -------------- | ---- |
| SLF_1172 |      | Dolinen (Erdfälle bei Aschau)           |     | Unterer Buntsandstein | Es sind zwei große Erdfälle von bis zu 15 m Tiefe und 80 bis 50 m Durchmesser, die unmittelbar aneinander grenzen. Es sind die letzten großen noch unberührten (nicht anthropogen veränderten bzw. beeinflussten) Erdfälle bei Königsee. | Allendorf      | Lage |
| SLF_2022 |      | Schaubergwerk "Morassina", Schmiedefeld |     |                       | Der Bergbau in und um Schmiedefeld begann bereits im Mittelalter. Das Alaunschieferbergwerk, welches auch Alexander von Humboldt befuhr, wurde im Zeitraum von 1683 bis 1860 betrieben. Seither sind herrliche Tropfsteingebilde in den vielfältigsten Farben durch das Sickerwasser entstanden, ein einzigartiges Ensemble von Formen und Farben, welches 1996 Aufnahme ins Guinnessbuch fand. Diese und fast 300 Jahre alte Bergbauzeugnisse sind bei nahezu keim- und staubfreien Verhältnissen (Heilstollen) seit 1993 zu besichtigen. | Saalfeld/Saale | Lage |

### Verwitterungsformen
| ID       | Bild | Bezeichnung                                        | Art                                         | Stratigraphie              | Beschreibung | Gemeinde | Lage |
| -------- | ---- | -------------------------------------------------- | ------------------------------------------- | -------------------------- | --- | -------- | ---- |
| SLF_1191 |      | Schroffer Felsen südlich Dobereke (Hermannsfelsen) | Tonschiefer und Grauwacken                  | Unterkarbon (Dinantium)    | Markanter Punkt, auch Hermannsfelsen genannt, etwa 300 m südlich des Zeltplatzes Portenschmiede über dem Hohenwarte-Stausee gelegen. Der Fels besteht aus Tonschiefern und Grauwacken des Unteren Kulms. | Drognitz | Lage |
| SLF_1188 |      | Meurasteine                                        | graugrüne quarzitische Ton-Schluff-Schiefer | Phycodenschiefer-Formation | Die 1 km südsüdwestlich von Meura gelegenen markanten Klippen werden von graugrünen sandigen Silt- und Tonschiefern der Phycodenschiefer-Formation (Unterordovizium) gebildet. Sie sind reich an Spurenfossilien, z. B. dem namensgebenden Fraßbau Phycodes circinatum. An den Felsen siedeln seltene Flechten, Moose und Farne. | Meura    | Lage |

### Magmatische Bildungen
| ID       | Bild | Bezeichnung                  | Art                                  | Stratigraphie | Beschreibung | Gemeinde | Lage |
| -------- | ---- | ---------------------------- | ------------------------------------ | ------------- | --- | -------- | ---- |
| SLF_1171 |      | Granitstock "Güldene Kirche" | feinkörniger, stark klüftiger Granit |               | Bei dem Granitstock "Güldene Kirche" handelt es sich um eine geologisch sehr frühe (vermutlich prävaristische) Intrusion magmatischer Massen in die vorpaläozoischen, mehr als 570 Millionen Jahre alten Katzhütter Schichten des Schwarzburger Sattels. | Königsee | Lage |

### Denkstein
| ID       | Bild           | Bezeichnung                                               | Art | Stratigraphie | Beschreibung | Gemeinde | Lage |
| -------- | -------------- | --------------------------------------------------------- | --- | ------------- | --- | -------- | ---- |
| SLF_2020 | weitere Bilder | Technisches Denkmal Historischer Schieferbergbau Lehesten |     |               | Im Technischen Denkmal südwestlich von Lehesten geben fachkundige Führungen mit Informationen zur Geologie Aufschluss über den Werdegang des Schiefers von der Gewinnung im Schiefertagebau, über die Förderung mittels einer in Europa einzigartigen von 1846 bis 1964 betriebenen Göpelschachtanlage am Originalstandort, bis zur Verarbeitung in der historischen Spalthütte. Die einzelnen Arbeitsschritte: das Spalten, das Zuschneiden, die Fertigstellung als Dach- und Wandschiefer oder auch der Schiefertafel können eigenhändig vor Ort nachvollzogen werden. | Lehesten | Lage |